# John Edward Erickson

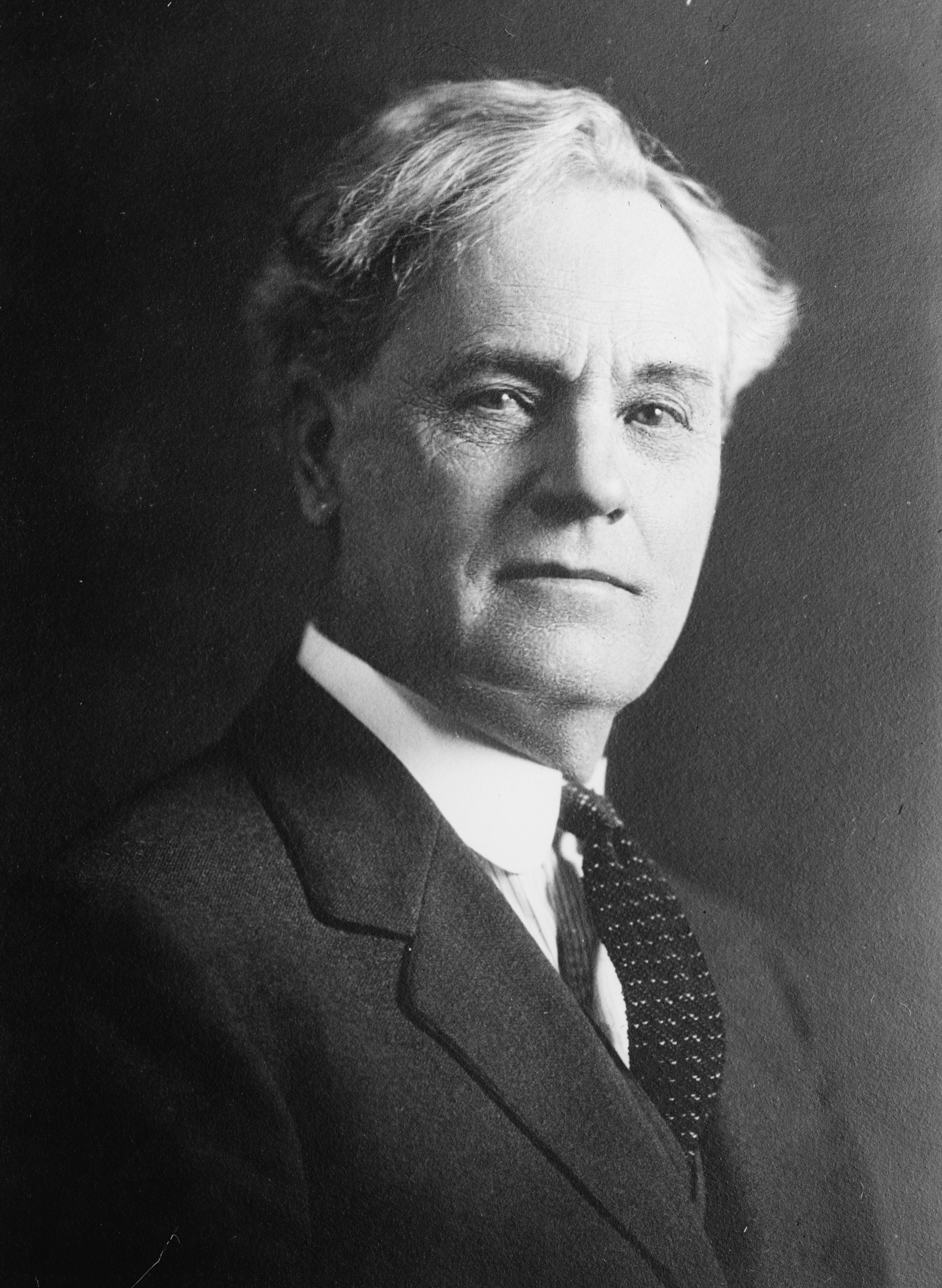
John Erickson

John Edward Erickson, född 14 mars 1863 i Stoughton, Wisconsin, död 25 maj 1946 i Helena, Montana, var en amerikansk demokratisk politiker.
Han avlade 1890 sin grundexamen vid Washburn University i Topeka, Kansas. Han studerade sedan juridik och inledde 1891 sin karriär som advokat i Eureka, Kansas. Han flyttade 1893 till Choteau, Montana. Han var åklagare för Teton County 1897–1905 och domare i Montanas elfte domsaga 1905–1915. Han arbetade sedan från 1916 som advokat i Kalispell.
Han var guvernör i Montana 1925–1933. När senator Thomas J. Walsh avled i mars 1933 efterträdde Erickson honom i USA:s senat. Han kandiderade 1934 till en hel mandatperiod i senaten men förlorade valet. Erickson lämnade senaten i november 1934 och arbetade sedan som advokat i Montanas huvudstad Helena.
Ericksons grav finns på Conrad Memorial Cemetery i Kalispell, Montana.